# 遠端漏話
遠端漏話（えんたんろうわ、英: Far End Crosstalk、FEXT）とは、電磁障害 (EMI) の一種で、漏話の一種でもあり、ツイストペアケーブルと並行して別の配線が置かれることで生じる。
「遠端」とは、漏話が観測される配線の一方の端とは別のもう一方の端で障害が発生することを意味する。
逆に、近端漏話（NEXT）は、漏話が観測される端に近いところで障害が発生している場合を指す。一般に近端漏話の方が障害が強い。
漏話の強さは、テスト信号と漏話信号の電圧比で示される。
TIA/EIA-568-Bでは、遠端漏話についても基準が定められている。